# チェール・ソネン
チェール・ソネン（Chael Sonnen、1977年4月3日 - ）は、アメリカ合衆国の男性総合格闘家。オレゴン州ミルウォーキー出身。チーム・クエスト所属。元Gladiator Challengeライトヘビー級王者。チェール・シェノン、チェール・サネンとも表記される。
レスリングベースを活かしたテイクダウンからの「グラウンド&パウンド」と精度の高い左ストレートを得意とする。また、トラッシュ・トーカーとしても有名であり、UFCミドル級における人気選手の一人であった。

## 来歴
幼少の頃からレスリングを始め、将来総合格闘技に転向する前準備として1996年からボクシングを始めた。オレゴン大学時代はレスリングのNCAAディビジョン1でオールアメリカンに選出された。2000年には東京で行われた世界大学選手権グレコローマン・シニア85kg級で銀メダルを獲得した。並行してキックボクシングやサンボの大会にも出場し優勝している。
1997年5月10日、19歳の時に総合格闘技デビュー。
5年のブランクを経て2002年3月30日の総合格闘技2戦目でジェイソン・"メイヘム"・ミラーに勝利する。
2003年2月16日、初参戦となったパンクラスで郷野聡寛と対戦し、0-0の判定ドロー。
2004年7月25日に再び来日、パンクラスにて行なわれた『パンクラス（ネオブラッド・トーナメント優勝者選抜チーム）vsチーム・クエスト 3vs3対抗戦』に中堅として参戦、山宮恵一郎と対戦し、0-2の判定負けを喫した。

### UFC
2005年10月7日、UFC初参戦となったUFC 55でレナート・ババルと対戦し、三角絞めで一本負け。UFC2戦目は勝利するも、2006年5月27日ジェレミー・ホーンに腕ひしぎ十字固めで敗れると、UFCをリリースされた。

### BodogFight
2006年8月22日、BodogFightに初参戦しティム・クレデューと対戦。1ラウンドでTKO勝利を挙げた。12月2日、BodogFightでアレクセイ・オレイニクと対戦。3-0の判定で勝利。
2007年2月18日、BodogFightでティム・マッケンジーと対戦し、1R13秒チョークスリーパーで一本勝ち。7月14日、BodogFightでアマール・スロエフと対戦し、マウントパンチでTKO勝ちを収めた。

### WEC
2007年12月12日、WEC 31のWEC世界ミドル級タイトルマッチで王者パウロ・フィリオに挑戦。テイクダウンとパウンドで試合をほぼ一方的にコントロールしたものの2ラウンド残り15秒で下からの腕ひしぎ十字固めでレフェリーストップによる見込み一本負けを喫し王座獲得に失敗した。しかし、ストップはソネンが腕ひしぎ十字固めを極められた際に声を上げたものをレフェリーがギブアップの意思表示と解釈した物議を醸すもので、ソネンもギブアップをしていないと抗議し、再戦の運びとなった。
2008年3月26日、WEC 33でパウロ・フィリオと再戦予定であったがフィリオの負傷欠場で、代役のブライアン・ベーカーと対戦し、判定勝ちを収めた。11月5日のWEC 36でフィリオと再戦し、膠着が続く展開になったものの、3-0の判定で勝利、フィリオに総合初黒星（不戦敗除く）をつけている。なお、当初はミドル級タイトルマッチの予定であったが、フィリオの体重超過でノンタイトル戦に変更された。

### UFC復帰
2009年2月21日、3年ぶりのUFC復帰戦となったUFC 95でデミアン・マイアに三角絞めで一本負け。5月23日のUFC 98ではダン・ミラー、10月24日のUFC 104では岡見勇信にそれぞれ判定勝ちを収めた。
2010年2月6日、UFC 109でネイサン・マーコートと対戦。2Rに肘打ちを受け額から大流血するも、試合の大部分をコントロールし、3-0の判定勝ち。ファイト・オブ・ザ・ナイトを受賞した。試合後のインタビューでは、かつて共に練習し、UFC 104で対戦した岡見勇信について、賞賛するコメントを残した。
2010年8月7日、UFC 117でアンデウソン・シウバの持つUFC世界ミドル級王座に挑戦。5Rに渡って有利なポジションをキープして試合を一方的に優勢に進め、4Rまでのジャッジの採点で（40-34、40-36、40-35）と大差をつけていたが、最終ラウンドの5R後半に腕ひしぎ三角固めで大逆転の一本負けを喫し王座獲得に失敗した。敗れはしたものの、ファイト・オブ・ザ・ナイトを受賞した。しかし後日受けた薬物検査で非常に高い数値のテストステロンが検出されたり偽証などで、一時はライセンスが剥奪されるも、最終的にはカリフォルニア州アスレチック・コミッションから6か月間の出場停止処分を受けた。
2011年10月8日、1年2か月ぶりの復帰戦となったUFC 136でブライアン・スタンと対戦し、終始グラウンドで試合を優勢に進め肩固めで一本勝ち。
2012年1月28日、UFC on FOX 2のミドル級王座挑戦者決定戦でマイケル・ビスピンと対戦し、判定勝ちを収めた。
2012年7月7日、UFC 148のUFC世界ミドル級タイトルマッチで王者アンデウソン・シウバと再戦。1Rは前回同様テイクダウンからグラウンドに持ち込み試合を優勢に進めるも、2Rに回転しての肘打ちを外し、体勢を崩してボディへの膝蹴りからパウンドを受けTKO負けを喫し王座獲得に失敗した。
2013年、The Ultimate Fighter 17でジョン・ジョーンズと共にそれぞれのチームのコーチを務めた。
2013年4月27日、UFC 159のUFC世界ライトヘビー級タイトルマッチで王者ジョン・ジョーンズに挑戦。テイクダウンを取られ肘打ちとパウンドでTKO負けを喫し王座獲得に失敗した。
2013年8月17日、UFC Fight Night: Shogun vs. Sonnenでライトヘビー級ランキング8位のマウリシオ・ショーグンと対戦。グラウンドで圧倒した後に1Rにギロチンチョークで一本勝ち。
2013年11月16日、UFC 167でライトヘビー級ランキング4位のラシャド・エヴァンスと対戦し、バックマウントの体勢からパウンドを受けてタップをし、TKO負けを喫した。

### 引退
2014年7月5日のUFC 175で長年に渡って挑発し合ってきたヴァンダレイ・シウバと対戦する予定であったが、シウバが抜き打ち薬物検査を拒否し、対戦相手はヴィトー・ベウフォートに変更された。
しかし、その後の5月28日、ネバダ州アスレチック・コミッションが実施した薬物検査でソネンから禁止薬物のアナストロゾールとクロミフェンの陽性反応が検出された事が発表される。後日ソネンは「性機能が低下したためにTRT (テストステロン補充療法)をしていたが、TRTが禁止されたため、正常なテストステロン値を維持するために不妊治療目的でこれらの薬を処方してもらった」と弁明し、さらに「私にとっては健康問題が一番大事だし、常に家族の事が優先だ。私はいつか格闘家を辞める事になるが、両親・父親である事を辞める事はない。それは私にとってとても大事な事なんだ」と語り、引退を表明した。
しかし、後日、6月5日の二度目の抜き打ち薬物検査の結果が6月28日に公表され、そこでヒト成長ホルモン、エリスロポエチン、ヒト絨毛性ゴナドトロピンといった一般的にパフォーマンス向上薬として知られる禁止薬物を服用していた事が発覚した。
2014年6月30日、ソネンは以前よりUFCとFOXスポーツのコメンテーターとして活動していたが、薬物検査失格を理由に、UFCとFOXスポーツからソネンとのコメンテーターとしての契約が終了した事が発表された。
2014年7月23日、ネバダ州アスレチック・コミッションにより2年間の出場停止処分が下された。
2014年11月11日、ESPNと契約し、ESPNの総合格闘技コメンテーターに就任した。

### Bellator
2017年1月21日、3年2か月ぶりの復帰戦となったBellator 170でティト・オーティズと対戦し、リアネイキドチョークで一本負けを喫した。
2018年1月20日、Bellator 192のBellatorワールドヘビー級グランプリ準々決勝でクイントン・ジャクソンと対戦し、3-0の判定勝ちで準決勝進出を決めた。
2018年10月13日、Bellator 208のBellatorワールドヘビー級グランプリ準決勝でエメリヤーエンコ・ヒョードルと対戦。パウンドで1RTKO負けを喫し、決勝進出はならなかった。
2019年6月14日、Bellator 222でリョート・マチダと対戦し、TKO負け。試合直後に現役引退を表明した。

## 人物・エピソード
- トラッシュトーカーとして辛辣な発言をする事で知られるが、TUF Brazil 3にソネンと共に出演したブラジル人格闘家からは「とても誠実でフレンドリーな好人物だった」と語られている[21]。
- 2012年頃まではブラジル人に対しての人種差別ともとれるようなトラッシュトークを披露していた。そのため2013年にはブラジル人に襲撃されるなど、かなりブラジル人に嫌われていた[22]。しかし、2014年になると、TUFブラジルの収録のために自身の家をブラジルに建てている[23]。
- 三角絞めで負ける事が多いせいか、MMAにおいて三角絞めを禁止技にしたいと語った事がある[24]。
- 2012年にピザ屋をオープンする[2]。2013年2月に共同経営者を売上金を横領した疑いで告訴[25]。その後共同経営者と和解しピザ屋を売却した。
- 2011年1月3日に住宅ローン詐欺に関するマネーロンダリングをしていた罪を認め、罰金1万ドルと2年間の執行猶予処分を受けた[26]。
- ヴァンダレイ・シウバとは親友であったが、ソネンのトラッシュトークが原因でトラブルが起こり、犬猿の仲となった。TUFブラジルではシウバと共にコーチに就任するが、収録中に乱闘を起こす。その後UFCで何度か対戦が予定されていたが、実現したのはBellatorであった。
- 2013年公開の映画『リベンジ・マッチ』に本人役で出演。主演のシルベスター・スタローン演じる老いた元ボクシング王者にトラッシュトークを仕掛けながら張り手をし、逆にパンチでKOされる場面を演じた。
- 現在はESPNのコメンテーターを務めている。

## 戦績

### 総合格闘技
| 総合格闘技 戦績 | 総合格闘技 戦績 | 総合格闘技 戦績 | 総合格闘技 戦績 | 総合格闘技 戦績 | 総合格闘技 戦績 | 総合格闘技 戦績 |
| --------------- | --------------- | --------------- | --------------- | --------------- | --------------- | --------------- |
| 49 試合         | (T)KO           | 一本            | 判定            | その他          | 引き分け        | 無効試合        |
| 31 勝           | 7               | 5               | 19              | 0               | 1               | 0               |
| 17 敗           | 7               | 9               | 1               | 0               | 1               | 0               |

| 勝敗 | 対戦相手                       | 試合結果                           | 大会名                                                                          | 開催年月日     |
| ×    | リョート・マチダ               | 2R 0:22 TKO（飛び膝蹴り→パウンド） | Bellator 222: MacDonald vs. Gracie                                              | 2019年6月14日  |
| ×    | エメリヤーエンコ・ヒョードル   | 1R 4:46 TKO（パウンド）            | Bellator 208: Fedor vs. Sonnen 【Bellatorワールドヘビー級グランプリ準決勝】     | 2018年10月13日 |
| ○    | クイントン・ジャクソン         | 5分3R終了 判定3-0                  | Bellator 192: Rampage vs. Sonnen 【Bellatorワールドヘビー級グランプリ準々決勝】 | 2018年1月20日  |
| ○    | ヴァンダレイ・シウバ           | 5分3R終了 判定3-0                  | Bellator 180: Silva vs. Sonenn                                                  | 2017年6月24日  |
| ×    | ティト・オーティズ             | 1R 2:03 リアネイキドチョーク       | Bellator 170: Ortiz vs. Sonnen                                                  | 2017年1月21日  |
| ×    | ラシャド・エヴァンス           | 1R 4:05 TKO（パウンド）            | UFC 167: St-Pierre vs. Hendricks                                                | 2013年11月16日 |
| ○    | マウリシオ・ショーグン         | 1R 4:47 ギロチンチョーク           | UFC Fight Night: Shogun vs. Sonnen                                              | 2013年8月17日  |
| ×    | ジョン・ジョーンズ             | 1R 4:33 TKO（パウンド）            | UFC 159: Jones vs. Sonnen 【UFC世界ライトヘビー級タイトルマッチ】               | 2013年4月27日  |
| ×    | アンデウソン・シウバ           | 2R 1:55 TKO（パウンド）            | UFC 148: Silva vs. Sonnen 2 【UFC世界ミドル級タイトルマッチ】                   | 2012年7月7日   |
| ○    | マイケル・ビスピン             | 5分3R終了 判定3-0                  | UFC on FOX 2: Evans vs. Davis                                                   | 2012年1月28日  |
| ○    | ブライアン・スタン             | 2R 3:51 肩固め                     | UFC 136: Edgar vs. Maynard 3                                                    | 2011年10月8日  |
| ×    | アンデウソン・シウバ           | 5R 3:10 腕ひしぎ三角固め           | UFC 117: Silva vs. Sonnen 【UFC世界ミドル級タイトルマッチ】                     | 2010年8月7日   |
| ○    | ネイサン・マーコート           | 5分3R終了 判定3-0                  | UFC 109: Relentless                                                             | 2010年2月6日   |
| ○    | 岡見勇信                       | 5分3R終了 判定3-0                  | UFC 104: Machida vs. Shogun                                                     | 2009年10月24日 |
| ○    | ダン・ミラー                   | 5分3R終了 判定3-0                  | UFC 98: Evans vs. Machida                                                       | 2009年5月23日  |
| ×    | デミアン・マイア               | 1R 2:37 三角絞め                   | UFC 95: Sanchez vs. Stevenson                                                   | 2009年2月21日  |
| ○    | パウロ・フィリオ               | 5分3R終了 判定3-0                  | WEC 36: Faber vs. Brown                                                         | 2008年11月5日  |
| ○    | ブライアン・ベーカー           | 5分3R終了 判定3-0                  | WEC 33: Marshall vs. Stann                                                      | 2008年3月26日  |
| ×    | パウロ・フィリオ               | 2R 4:55 腕ひしぎ十字固め           | WEC 31: Faber vs. Curran 【WEC世界ミドル級タイトルマッチ】                      | 2007年12月12日 |
| ○    | ケイシー・ウスコーラ           | 1R TKO（パンチ連打）               | SportFight 20: Homecoming                                                       | 2007年10月27日 |
| ○    | アマール・スロエフ             | 2R 3:33 TKO（マウントパンチ）      | BodogFight: Alvarez vs. Lee                                                     | 2007年7月14日  |
| ○    | ティム・マッケンジー           | 1R 0:13 ダースチョーク             | BodogFight: Costa Rica Combat                                                   | 2007年2月18日  |
| ○    | アレクセイ・オレイニク         | 5分3R終了 判定3-0                  | BodogFight: USA vs. Russia                                                      | 2006年12月2日  |
| ○    | ティム・クレデュー             | 1R 2:18 TKO（パンチ連打）          | BodogFight: To the Brink of War                                                 | 2006年8月22日  |
| ×    | ジェレミー・ホーン             | 2R 1:17 腕ひしぎ十字固め           | UFC 60: Hughes vs. Gracie                                                       | 2006年5月27日  |
| ○    | トレヴァー・プラングリー       | 5分3R終了 判定3-0                  | Ultimate Fight Night 4                                                          | 2006年4月6日   |
| ×    | レナート・ババル               | 2R 1:20 三角絞め                   | UFC 55: Fury                                                                    | 2005年10月7日  |
| ○    | ティム・ウィリアムズ           | 1R 3:59 TKO（パンチ連打）          | SportFight 11: Rumble at the Rose Garden                                        | 2005年7月9日   |
| ○    | アダム・ターシー               | 1R 3:49 TKO（パンチ連打）          | Euphoria: USA vs. World                                                         | 2005年2月26日  |
| ×    | テリー・マーティン             | 2R終了時 TKO（コーナーストップ）   | XFO 4: International                                                            | 2004年12月3日  |
| ○    | アレックス・スティーブリング   | 5分3R終了 判定3-0                  | WEC 12: Halloween Fury 3                                                        | 2004年10月21日 |
| ×    | ジェレミー・ホーン             | 2R 2:35 ギロチンチョーク           | SportFight 6: Battleground in Reno                                              | 2004年9月23日  |
| ×    | 山宮恵一郎                     | 5分3R終了 判定0-2                  | PANCRASE 2004 BRAVE TOUR                                                        | 2004年7月25日  |
| ×    | ジェレミー・ホーン             | 1R 3:34 TKO（カット）              | Extreme Challenge 57                                                            | 2004年5月6日   |
| ○    | ジャスティン・ベイリー         | 1R 0:40 KO（跳び膝蹴り）           | Rumble on the Rock: Rage on the River                                           | 2004年4月17日  |
| ○    | アルマン・ガンバーリャン       | 5分3R終了 判定3-0                  | Euphoria: Russia vs. USA                                                        | 2004年3月13日  |
| ○    | ホーマー・ムーア               | 5分2R終了 判定3-0                  | Rumble on the Rock 4.5: Proving Grounds 1                                       | 2003年12月27日 |
| ○    | グレッグ・カーナット           | 1R 1:07 ギブアップ（パンチ連打）   | FCFF: Rumble at the Roseland 10                                                 | 2003年12月13日 |
| ○    | ジェイソン・ランバート         | 5分3R終了 判定3-0                  | Gladiator Challenge 20 【GCライトヘビー級王座決定戦】                           | 2003年11月13日 |
| ×    | フォレスト・グリフィン         | 1R 2:25 三角絞め                   | IFC: Global Domination 【ライトヘビー級王座決定トーナメント 1回戦】             | 2003年9月6日   |
| △    | 郷野聡寛                       | 5分2R終了 判定0-0                  | PANCRASE 2003 HYBRID TOUR                                                       | 2003年2月16日  |
| ×    | トレヴァー・プラングリー       | 1R 2:49 腕ひしぎ十字固め           | XFA 5: Redemption                                                               | 2003年1月25日  |
| ○    | ジャスティン・ヘイウェズ       | 2R 4:26 TKO（パンチ連打）          | UFCF: Rumble in Rochester                                                       | 2002年8月24日  |
| ○    | ジェシー・オールト             | 5分3R終了 判定3-0                  | RFC 1: The Beginning                                                            | 2002年7月13日  |
| ○    | スコット・シップマン           | 2R 2:08 前腕チョーク               | Dangerzone 13: Caged Heat 【ライトヘビー級王座決定トーナメント 決勝】           | 2002年4月13日  |
| ○    | ジェシー・オールト             | 5分2R終了 判定3-0                  | Dangerzone 13: Caged Heat 【ライトヘビー級王座決定トーナメント 1回戦】          | 2002年4月13日  |
| ○    | ジェイソン・"メイヘム"・ミラー | 5分2R終了 判定3-0                  | HFP 1: Rumble on the Reservation                                                | 2002年3月30日  |
| ○    | ベン・ヘイリー                 | 1R終了 判定3-0                     | Battle of Fort Vancouver                                                        | 1997年5月10日  |

### グラップリング
| 勝敗 | 対戦相手                   | 試合結果                   | 大会名                         | 開催年月日    |
| ×    | クレイグ・ジョーンズ       | ヒールホールド             | ADCC 2017 【無差別級 1回戦】   | 2017年9月24日 |
| ○    | レオナルド・ヴィエイラ     | 判定                       | ADCC 2017                      | 2017年9月24日 |
| △    | マイケル・ビスピン         | 5分3R終了 時間切れ         | UR Fight                       | 2016年3月20日 |
| △    | レナート・ババル           | 20分終了 時間切れ          | Metamoris 6                    | 2015年5月9日  |
| ×    | アンドレ・ガウヴァオン     | 13:50 リアネイキドチョーク | Metamoris 4                    | 2014年8月9日  |
| ×    | アレッシャンドリ・カカレコ | -                          | ADCC 2003 【99kg未満級 2回戦】 | 2003年5月17日 |
| ○    | ボウ・クラーク             | -                          | ADCC 2003 【99kg未満級 1回戦】 | 2003年5月17日 |
| ×    | アレッシャンドリ・カカレコ | -                          | ADCC 2001 【99kg未満級 2回戦】 | 2001年4月11日 |
| ○    | ステファン・ポトヴィン     | ポイント2-0                | ADCC 2001 【99kg未満級 1回戦】 | 2001年4月11日 |

## 獲得タイトル
- 全米大学レスリング選手権 グレコローマン84kg級 優勝（1999年、2000年）
- 世界大学レスリング選手権 男子グレコローマン85kg級 銀メダル（2000年）
- 北米レスリング選手権 グレコローマン84kg級 優勝（2002年）
- Dangerzoneライトヘビー級王座（2002年）
- Gladiator Challengeライトヘビー級王座（2003年）

## 表彰
- ブラジリアン柔術 茶帯
- レスリング NCAAオールアメリカン（1998年）
- レスリング全米学生選手権 最優秀選手（2000年）
- UFC ファイト・オブ・ザ・ナイト（2回）
- UFC サブミッション・オブ・ザ・ナイト（1回）

## 出演

### 映画
- Like Water (2011)
- Once I Was a Champion (2011)
- 闘魂先生 Mr.ネバーギブアップ（2012年）
- リベンジ・マッチ（2013年）